# Bệnh viêm vú trên bò sữa

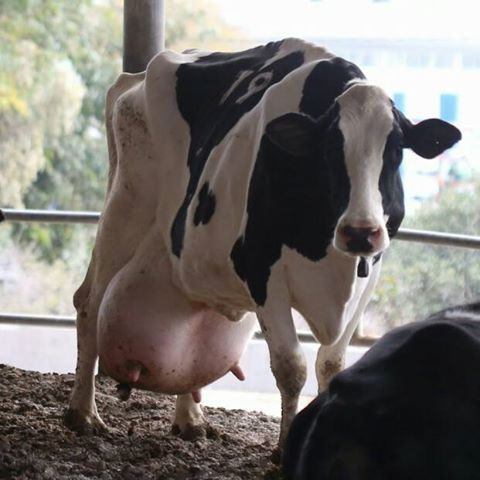
Một con bò sữa đang bị viêm bầu vú ở Israel, một trong số các núm vú của nó bị thâm đen

Bệnh viêm vú trên bò sữa là phản ứng viêm một cách liên tục ở mô vú của con bò sữa. Viêm vú là một bệnh nhiễm trùng tuyến vú có thể gây tử vong cho bò và chính là bệnh phổ biến nhất ở bò sữa trên thế giới nó chung cũng như ở Hoa Kỳ nói riêng, nó cũng là tốn kém nhất cho ngành công nghiệp chế biến sữa, một đánh giá cho thấy dịch bệnh này đã tiêu tốn và làm thiệt hại cho Hoa Kỳ từ 1,7 đến 2 tỷ Đô la Mỹ (USD) mỗi năm. Sữa từ bò bị viêm vú có số tế bào soma gia tăng và cũng không đảm bảo chất lượng. Bệnh viêm vú trên bò sữa là một trong những bệnh thường gặp trong chăn nuôi bò sữa, hầu hết các vùng chăn nuôi bò sữa đều gặp phải, bệnh thường gây hại trên bò trong giai đoạn khai thác sữa, làm giảm năng suất, sức sinh sản thậm chí gây chết bò nếu không điều trị kịp thời.

## Dịch tễ

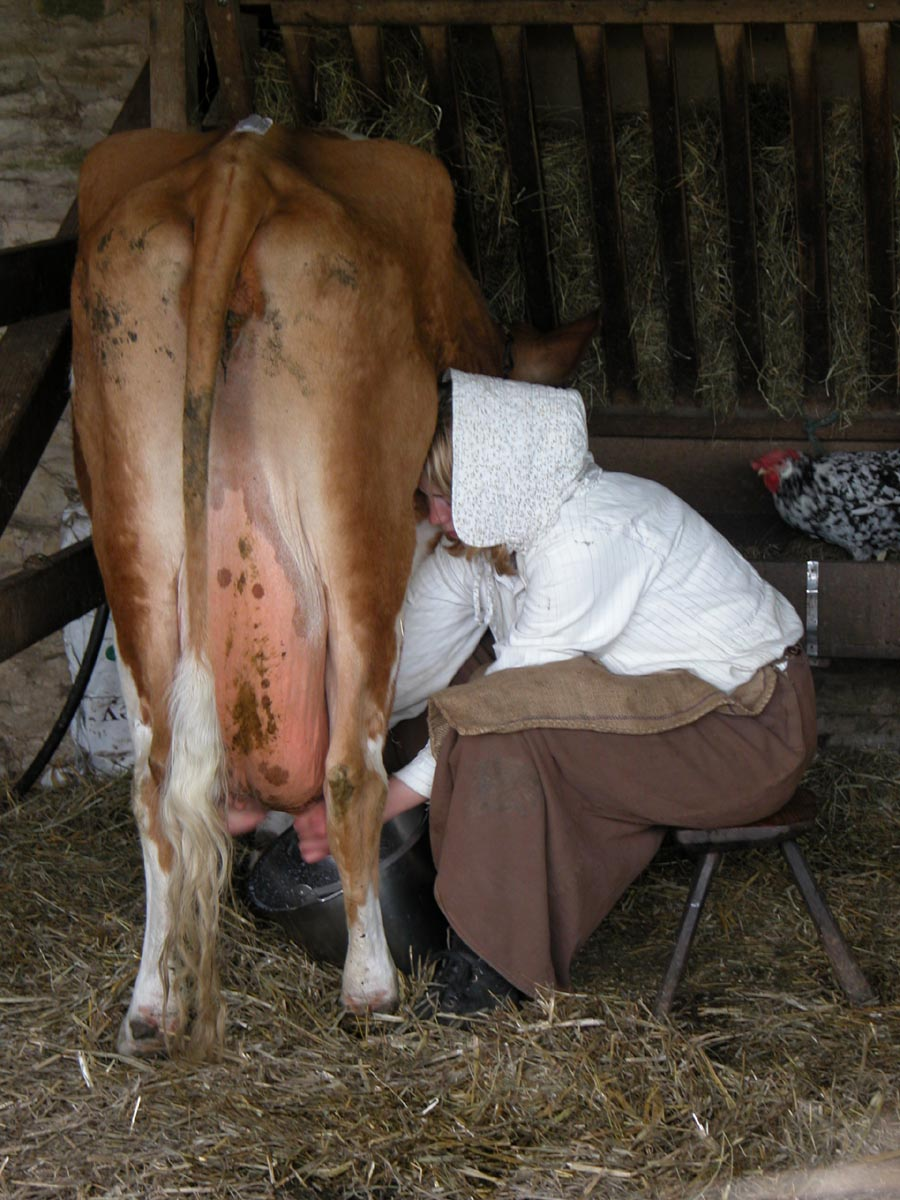
Vắt sữa bò bằng tay

Bệnh viêm vú trên bò sữa là một trong những bệnh thường gặp trong chăn nuôi bò sữa. Bệnh thường gây hại trên bò trong giai đoạn khai thác sữa, làm giảm năng suất sữa và khả năng sinh sản, có thể gây chết bò nếu không điều trị kịp thời. Bệnh viêm vú gặp phổ biến ở bò sữa và đôi khi ở lợn. Bệnh đã gây nhiều thiệt hại cho ngành chăn nuôi bò nhất là bò sữa. Bò bị viêm vú có sản lượng sữa thường giảm từ 20-30%. Tuyến sữa bị tổn thương, chất lượng sữa không đảm bảo, nhiều khi phải loại không sử dụng được.
Bê con bú sữa bò mẹ bị bệnh sẽ mắc tiêu chảy do nhiễm độc, còi cọc, chậm lớn và tỷ lệ chết sẽ tăng cao. Tổn thất của bệnh lớn gấp hai lần so với bệnh vô sinh và các bệnh sản khoa, thường có 1/3 số bò sữa của mỗi đàn có một hoặc nhiều khoang vú bị một dạng viêm nào đó. Tỷ lệ bò cái cho sữa mắc bệnh viêm vú chiếm khoảng 60%. Bệnh gây thiệt hại về kinh tế là khá lớn, thậm chí phải loại thải vật nuôi. Và làm giảm khả năng tiết sữa (từ 10–30%) và chất lượng sữa. Bê con đang bú sữa mẹ sẽ kém phát triển, tỉ lệ bệnh và chết cao.
Tỷ lệ bò cái cho sữa mắc bệnh viêm vú chiếm khoảng 60%. Thiệt hại về kinh tế khá lớn, thậm chí phải loại thải vật nuôi. Bệnh làm giảm khả năng tiết sữa (từ 10–30%) và chất lượng sữa. Gây một số biến chứng hoặc tổn thương trực tiếp trên bầu vú (nang tuyến vú, ống dẫn sữa, thậm chí gây teo bầu vú), ảnh hướng đến chu kỳ sinh sản tiếp theo. Bê con đang bú sữa mẹ sẽ kém phát triển, tỉ lệ bệnh và chết cao. Bò bị bệnh viêm vú thì sữa không sử dụng cho người được vì gây độc cho cơ thể.

## Nguyên nhân
Bệnh viêm vú trên bò có thể có nhiều nguyên nhân, bệnh viêm vú xảy ra có thể do một trong các nguyên nhân nêu trên hoặc lồng ghép vào nhiều nguyên nhân, thường bệnh xảy ra do nhiều nguyên nhân cùng tác động. Nguyên nhân chủ yếu của bệnh viêm vú ở bò sữa là do vi khuẩn gây ra gồm Streptococcus agalactiae (liên cầu), Staphylococcus aureus (tụ cầu) và trực khuẩn gây mủ Bacillus pyogenes, E.coli. Do vệ sinh chuồng trại, vệ sinh trước và sau khi vắt sữa, kế phát từ các bệnh viêm tử cung, sát nhau, bệnh truyền nhiễm, vắt sữa không đúng kĩ thuật, giống, mùa vụ và các vấn đề gây strsess. Việc vắt sữa bằng tay hoặc bằng máy không đúng kỹ thuật sẽ gây ra những tổn thương ở các núm vú của bò sữa. Vi khuẩn gây bệnh có sán trong môi trường chăn nuôi xâm nhập vào núm vú tổn thương, gây ra viêm vú ở bò sữa.

### Thể trạng
Thể trạng của bò cũng ảnh hưởng đến việc viêm vú ở bò, có thể kể đến là do hình dáng bầu vú, cấu tạo bầu vú và núm vú. Nếu bầu vú chảy xệ xuống quá thấp sẽ dễ chạm sàn, dễ bị viêm. Bầu vú quá to và núm vú dài dễ chạm vào kheo chân khi di chuyển, lỗ đầu vú quá to, rồi những dây chằng nâng đỡ bầu vú không vững chắc, các núm vú phình căng, gây khó khăn cho việc vắt sữa, lỗ mở của núm vú bị đẩy vào trong là những yếu tố làm cho bầu vú dễ bị viêm. Dáng đi khệnh khạng của những con bò sữa dễ là kéo rê bầu vú sệ của chúng.
Bầu vú bò trông to khỏe và được trang bị nhiều thứ vũ khí để chống lại các vi trùng xâm nhập như tế bào bạch cầu, đại thực bào, kháng thể đặc hiệu và không đặc hiệu, tuy nhiên, hệ thống phòng thủ dù vững chắc đến cách mấy cũng có lúc sơ hở. Đối với bò sữa lỗ núm vú chính là một điểm yếu vì sau mỗi lần vắt sữa, lỗ núm vú cần thời gian để đóng lại và trong khoảng thời gian này, vi trùng dễ dàng xâm nhập vào. Việc vi trùng xâm nhập vào bên trong bầu vú của bò là chuyện bình thường.
Bên trong bầu vú luôn có các tế bào bạch cầu trung tính, các đại thực bào, những lính canh của hệ thống phòng vệ đầu tiên có nhiệm vụ bắt giữ, tiêu diệt. Khi cơ thể bò đã huy động tối đa lực lượng bảo vệ gồm cả các tế bào có chức năng thực bào (tức bắt giữ và tiêu diệt vi khuẩn) đến lượng kháng thể nhưng gặp phải số lượng áp đảo và nguy hiểm nội độc tố, ngoại độc tố, khả năng bám dính cao thì khả năng phòng vệ bị thất bại, vú bò có thể bị viêm cấp tính cục bộ hay trầm trọng hơn là viêm ác tính, viêm cấp tính.
Yếu tố di truyền có những giống bò mẫn cảm hơn đối với bệnh viêm vú (ví dụ: giống bò Pie đỏ mẫn cảm hơn giống bò Pie đen). Sức đề kháng của bản thân bầu vú bao gồm toàn bộ các thành phần, yếu tố ngăn cản việc xâm nhập và phát triển của các mầm bệnh trong tuyến vú như sự đổi mới liên tục của các tế bào biểu mô trong ống núm vú, sự có mặt của các amino acid trong niêm mạc ống núm vú (các amino acid này có đặc tính làm kìm hãm vi khuẩn phát triển). Bản thân việc vắt sữa đào thải ra một số lượng lớn vi khuẩn, có nguy cơ gây nên viêm vú.
Do tuổi tác của con bò, với tuổi càng cao, sức đề kháng tự nhiên của gia súc càng giảm và bò sữa càng có nguy cơ bị viêm vú, bò già khai thác sữa lâu năm, giai đoạn đầu kỳ cho sữa và giai đoạn cạn sữa bò dễ bị viêm vú. Bò già thường dễ bị viêm vú do cơ chế đóng của rãnh núm vú không hoạt động tốt. Khả năng hồi phục sau bệnh ngày càng kém đi. Tổn thương hoặc trầy da bầu vú, núm vú. Các vết thương là nguyên nhân bản thân các vết thương tạo thành cửa xâm nhập của vi khuẩn vào tuyến vú, đồng thời chúng làm giảm sức đề kháng tự nhiên của gia súc đối với tất cả các trường hợp viêm nhiễm.
Pha tiết sữa hay còn gọi là thời kỳ tiết sữa là thời kỳ nguy hiểm nhất của việc tiết sữa: Đầu và cuối kỳ tiết sữa. Tuần đầu của giai đoạn cạn sữa. Do kế phát các bệnh viêm âm đạo, tử cung trước và sau khi đẻ. trong thời gian hai tuần đầu tiên sau khi đẻ, bầu vú rất mẫn cảm với viêm nhiễm. Trong thời kỳ cạn sữa, bầu vú cũng mẫn cảm với vi khuẩn hơn, so với trong thời kỳ tiết sữa vì trong thời kỳ cạn sữa, có sự giảm tiết một số protein như lacténine, thêm vào đó các mầm bệnh không còn bị đào thải ra ngoài qua vắt sữa.

### Môi trường
Môi trường bẩn như chuồng trại kém vệ sinh, bò và chuồng bò bẩn, ẩm thấp, vi sinh vật dễ sinh sôi phát triển. Chăm sóc quản lý không đúng kỹ thuật làm mầm bệnh lẫy nhiễm vào núm vú và bầu vú. Thức ăn như chất lượng và số lượng thức ăn không đủ bò sẽ gầy yếu dễ bệnh viêm vú, bệnh về trao đổi chất, khẩu phần thức ăn không cân đối, thức ăn có chứa độc tố hay nấm mốc. Rồi nông dân cùng dụng cụ vắt sữa cũng ảnh hưởng như công nhân có móng tay dài, quần áo bẩn, vệ sinh bầu vú không sạch, tay người vắt sữa không đảm bảo vệ sinh. Do vắt sữa bằng tay không đúng kỹ thuật hoặc vắt sữa bằng máy với áp lực lớn, do dụng cụ chứa đựng sữa, chuồng trại có nhiều ngoại vật có cạnh sắc gây tổn thương núm vú và hệ thống mạch quản tuyến sữa, do trời quá nóng vào mùa hè, các vấn đề gây stress. Nguyên nhân dẫn đến tổn thương thường là do các thao tác thô bạo lên núm vú như vắt sữa không đúng kỹ thuật, bóp quá mạnh, kẹt núm vú khi bò đứng dậy, vắt sữa khi bầu vú trống rỗng, không lau khô bầu vú cẩn thận sau khi rửa và dẫn đến nứt nẻ da bầu vú hoặc do bị côn trùng đốt.

### Vi khuẩn

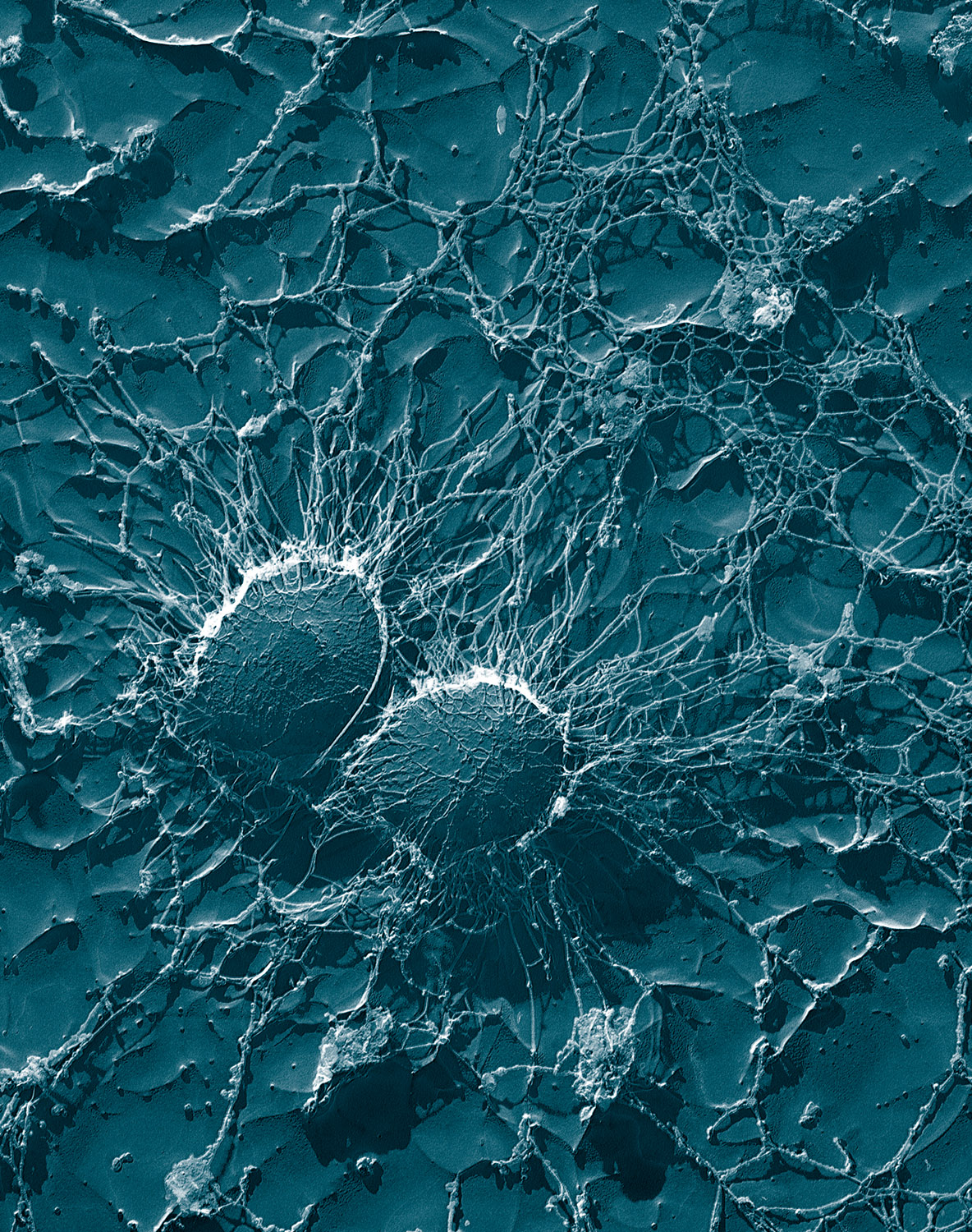
Vi khuẩn Staphylococcus aureus là tác nhân chính gây viêm vú

Nguyên nhân chủ yếu gây bệnh viêm vú bò sữa là do Streptococus agalactiae (liên cầu), Staphylococus aureus (tụ cầu) và trực khuẩn gây mủ Bacilus pyogenes, E.coli, nói chung la các tác nhân gây bệnh như vi khuẩn, virus, nấm, men. Ngoài ra, còn một số vi khuẩn khác cũng phối hợp gây bệnh như xạ khuẩn nung mủ Actinomyces pyogenes, liên cầu khuẩn Streptococcus aberis, Streptococcus disgalactiae, vi khuẩn Escherichia coli. Trong nhiều trường hợp, viêm tuyến sữa còn do nguyên nhân nấm Candida albicans. Vi trùng gây bệnh từ môi trường chăn nuôi, dụng cụ vắt sữa thường xâm nhập ở trên cơ thể bò sữa, đặc biệt là bầu vú và trong chuồng trại, dụng cụ vắt sữa hoặc kế phát từ các bệnh khác gây ra nhiễm trùng.
Về mặt miễn dịch tế bào, khi có hiện tượng nhiễm khuẩn, số lượng các bạch cầu trung tính nhân lên một cách nhanh chóng. Do bị thu hút bởi các chất từ tế bào tuyến vú tổn thương giải phóng ra, chúng di chuyển trong sữa và bắt đầu nuốt các vi khuẩn. Các bạch cầu trung tính cũng sinh ra các chất như interleukine và interferon, có tác dụng làm tăng tính thấm của các thành mạch và bằng cách này, làm tăng cường tiết sữa, kết quả là làm loãng các độc tố do vi khuẩn sản sinh ra, trong sữa có các chất khác như lactoferrine, lacténine và lactoperoxidase. Mỗi chất này có cơ chế tác động riêng, nhưng đều tiêu diệt hoặc ngăn cản sự phát triển của vi khuẩn.
Trong thực tế, việc nhiễm bệnh thường được thực hiện do nhiễm từ môi trường bên ngoài. Một số lượng lớn mầm bệnh có thể là nguồn gốc của bệnh viêm vú, nhưng quan trọng nhất là những mầm bệnh thuộc 4 nhóm: Liên cầu khuẩn: Là các vi khuẩn thường thấy nhất trong các bệnh viêm vú. Bệnh do các vi khuẩn này gây ra lây truyền trong đàn chậm nhưng một khi bị nhiễm thì rất khó thanh toán. Tụ cầu khuẩn: Staphylococcus aureus là vi khuẩn gram+, đây là loại tụ cầu khuẩn gây bệnh mạnh nhất đối với tuyến vú. Việc viêm nhiễm thường có nguồn gốc từ môi trường bên ngoài và người vắt sữa là tác nhân truyền bệnh chủ yếu. Vi khuẩn này gây ra chứng viêm vú, thay đổi từ thể không có triệu chứng đến thể trên cấp tính.
Các trường hợp viêm vú do vi khuẩn dạng coli: Các vi sinh vật này sống trong phân, đất, nước bị ô nhiễm, các chất độn chuồng đây chính là nguồn lây bệnh cho bò sữa. Vi khuẩn gram - (E.coli, Enterobacter, Klebsiella) ít gặp hơn, nhưng sức tàn phá mô tuyến vú của chúng mạnh hơn. Bệnh viêm vú do E.coli gây ra thường ở thể cấp tính hoặc trên cấp tính. Thông thường thì chỉ một khoang vú bị bệnh. Klebsiella pneumoniae thường thấy có trong đất và dễ dàng nhiễm lên các chất độn chuồng. Các tác nhân gây bệnh dạng coli sản sinh ra các nội độc tố và chúng được giải phóng ra khi mầm bệnh bị các bạch cầu phá huỷ và làm cho gia súc có các triệu chứng bệnh trầm trọng.
Actinomyces pyogenes thì thuộc nhóm tác nhân thứ ba. Chúng thường là nguyên nhân gây bệnh viêm vú có tính chất áp-xe. Việc viêm nhiễm thường gặp ở bò cái tơ và bò cái cạn sữa vào thời kỳ gần đẻ. Một số mầm bệnh khác có thể hãn hữu là nguồn gốc của bệnh viêm vú. Đó là Pasteurella, Nocardia, các bệnh nấm, các men. Brucella: Cũng thường khu trú tại bầu vú. Thường gặp dạng viêm vú mô kẽ với chứng phù nề và các hạch lâm ba trên vú tấy đỏ. Leptospira sẽ gây ra bệnh viêm vú ở người mà cả ở gia súc, ở bò sữa thấy xuất hiện những trường hợp xảy thai và những ca viêm vú.

## Triệu chứng
Triệu chứng chung là bầu vú sưng, bò sốt, bỏ ăn, sờ có phản ứng đau, khó vắt sữa hoặc ngưng tiết sữa. Sữa có mùi lạ (hôi, tanh), màu khác thường (sữa chuyển từ màu trắng sang xanh, vàng, đỏ). Sữa không đồng nhất, có nhiều cặn do đông vón protein hoặc ngưng kết máu tạo thành. Bò sữa bị viêm vú nếu không điều trị kịp thời sẽ biến chứng, gây hại đến tuyến vú của bò, như: teo bầu vú (làm giảm khả năng tiết sữa hoặc mất hẳn), xơ cứng bầu vú hoặc hoại tử vú. Có thể phân loại là viêm vú lâm sàng và viêm vú cận lâm sàng (viêm vú tiềm ẩn, mãn tính).
Bò bị viêm vú chỉ có 30% thể hiện các triệu chứng lâm sàng rõ rệt, gọi là viêm vú lâm sàng; còn lại 70% bò không thể hiện các dấu hiệu lâm sàng của bệnh viêm vú, gọi là viêm vú cận lâm sàng hoặc thể viêm vú tiềm ẩn. Các thể bệnh viêm vú có thể rất nhẹ nhàng, như viêm vú tiềm ẩn hoặc dữ dội, gây chết bò như viêm vú cấp ác tính. Chi phí điều trị cho bệnh này sẽ gia tăng theo số ngày điều trị và sữa cũng không sử dụng được nên thiệt hại kinh tế cho nhà chăn nuôi có thể còn lớn hơn so với các thể bệnh khác.

### Cấp tính
Viêm vú lâm sàng (thể cấp): Có thể nhận thấy dấu hiệu bệnh qua khám lâm sàng. Tình trạng chung là bỏ ăn. Triệu chứng viêm ở bầu vú thì bầu vú sưng, bò hơi sốt, bầu vú tấy đỏ, đau khi chạm vào và chức năng hoạt động của bầu vú thay đổi. Sữa thay đổi, bất thường, lỏng hoặc trông như đã được pha loãng. Vón cục nhỏ li ti. Màu sữa sẽ chuyển sang màu vàng, nâu sô cô la, màu xanh hoặc màu hơi đỏ. Bò xuất hiện triệu chứng toàn thân như sốt cao 40-410C, mệt mỏi, kém ăn. Bầu vú và núm vú sưng đỏ từng tuyến hay toàn bộ. Sờ tay vào thấy nóng, ấn vào con vật có phản ứng đau. Lượng sữa giảm hoặc dừng hẳn. Sữa đầu tiên loãng sau đó có màu hồng về sau lẫn các cục sữa vón và dịch mủ màu vàng. Khi có nhiều mủ chèn ép dẫn đến tắc ống dẫn sữa.

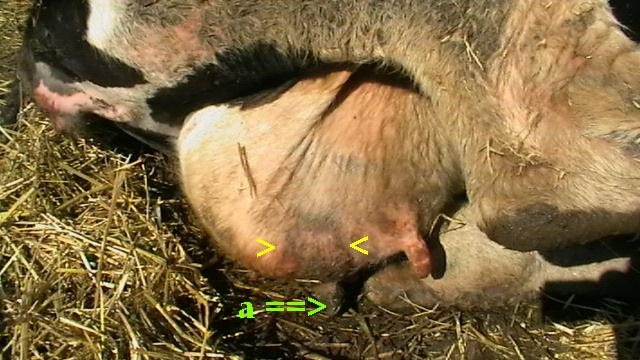
Bầu vú của bò đang bị viêm

Bò thể hiện sốt 40-410C kéo dài 2-3 ngày; một hoặc cả bốn bầu vú, núm vú đều bị sưng tấy đỏ có thể quan sát được, ấn tay vào thấy có từng cục rắn trong bầu vú và bò có phản ứng đau; sữa vắt ra có độ đặc hoặc loãng không bình thường, màu hơi vàng, các trường hợp bị bệnh nặng có các cục sữa nhỏ vón lại nổi trên mặt thùng sữa, có mủ, máu lẫn trong sữa. Bò bệnh giảm lượng sữa 30-50% so với lúc chưa bị bệnh, đôi khi bò lại ngừng hẳn tiết sữa.
Triệu chứng thường gặp là vú bò bị sưng ở một thùy hay toàn bộ do vi khuẩn phát triển thành các ổ viêm. Con vật có phản ứng đau khi ấn tay vào bầu vú. Lượng sữa giảm rõ rệt ở thùy vú bị sưng. Con vật sốt cao 39,5-40oC. Mệt mỏi, ăn ít, ít hoạt động. Giai đoạn đầu của viêm, sự biến đổi của sữa chưa thể hiện nhưng về sau quan sát bằng mắt thường sẽ thấy sữa loãng, có những hạt lổn nhổn hay sữa có những cục vón, có khi thấy cặn sữa do niêm mạc ống dẫn sữa bị viêm tróc ra. Lượng sữa giảm hoặc ngừng hẳn, sữa lúc đầu loãng có màu hồng do sung huyết và xuất huyết tuyến sữa, sau đó trong sữa có lẫn các cục sữa vón và dịch mủ màu vàng hay vàng nhạt.
Tất cả các thành phần này tạo thành dịch rỉ viêm và trộn lẫn trong sữa khiến cho chất lượng sữa giảm, chất lượng sữa tồi tệ có thể dễ dàng nhận biết qua màu sắc (vàng, đỏ lẫn máu), trạng thái (lợn cợn, vón cục), mùi vị (mặn, đắng) bất thường. Bác sĩ thú y và nhà chăn nuôi, do vậy cũng dễ dàng nhận biết bệnh qua các triệu chứng điển hình như sưng, nóng, đỏ, đau và sẽ có biện pháp chăm sóc, điều trị phù hợp và bệnh có thể phục hồi nhanh chóng. Nhưng nếu điều trị không triệt để, viêm vú cấp tính có thể trở thành viêm vú mãn tính là thể bệnh kéo dài. 

### Mãn tính

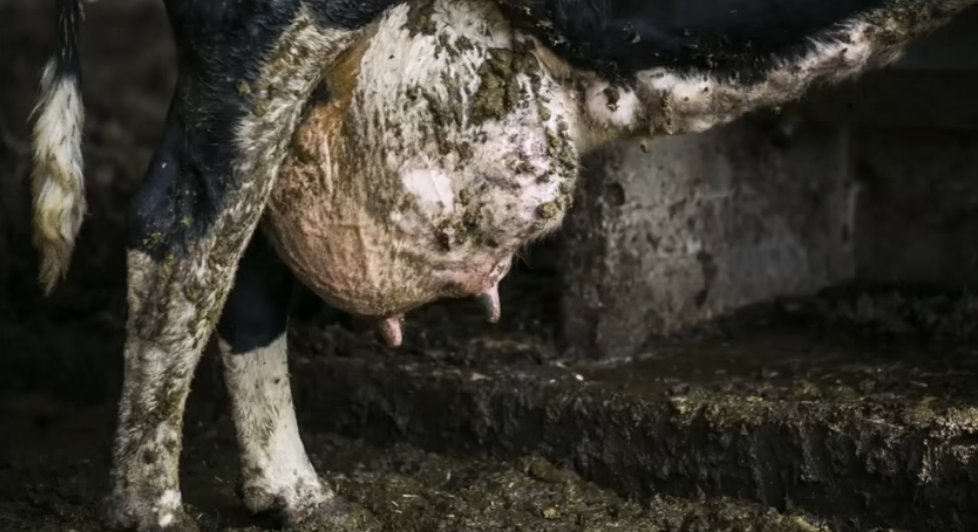
Bầu vú sưng nóng của một con bò sữa

Viêm vú cận lâm sàng (mãn tính): Viêm vú cận lâm sàng cũng gây viêm bầu vú nhưng nó không có biểu hiện lâm sàng ở bầu vú và sữa. Tình trạng chung thì bò vẫn khỏe mạnh, ăn uống và nhiệt độ cơ thể bình thường. Khi bò bị viêm vú nếu không điều trị kịp thời thì sẽ biến chứng gây hại đến tuyến vú và sức sản xuất sữa của bò hoặc có thể gây chết bò. Thể mãn tính thì bầu vú ít sưng đỏ và ít đau hơn. Lượng sữa ít và loãng có cặn mũ màu vàng. Viêm vú tiềm ẩn và á cấp tính thì trường hợp viêm vú tiềm ẩn, viêm vú á cấp tính, với các triệu chứng lặng lẽ lại càng nguy hiểm hơn. Bò không có các triệu chứng điển hình, sữa vẫn có nhưng sản lượng bị giảm sút. Chất lượng sữa đã thay đổi nhưng bằng mắt thường sữa trông vẫn bình thường. Việc điều trị lại càng khó khăn hơn bởi vì không phải cứ đưa thuốc vào là bệnh lui do nguyên nhân gây viêm vú tiềm ẩn, viêm vú á cấp tính rất phức tạp.
Bầu vú bình thường hoặc gần như bình thường hoặc hơi nhỏ hơn bình thường, sờ hơi cứng, núm vú nhỏ hơn bình thường. Sữa thay đổi, không bị vón cục và không bị đổi màu. Tuy nhiên khi kiểm tra có thể nhận biết qua tổng các tế bào viêm tăng lên. Phát hiện được các vi khuẩn gây bệnh. Chất lượng sữa thấp hơn (hình thành các hạt nhỏ hoặc cục vón). Bò bệnh không có các dấu hiệu lâm sàng đặc trưng của thể bệnh viêm vú lâm sàng, nhưng lượng sữa giảm dần và tỷ lệ các chất dinh dưỡng trong sữa cũng giảm khi làm các xét nghiệm mẫu sữa. Đôi khi lọc sữa, người ta có thể thấy các hạt sữa rất nhỏ vón cục lại.
Bệnh viêm vú cận lâm sàng cũng có thể tiến triển thành thể viêm vú lâm sàng, khi bò sữa gặp các yếu tố stress như: Thời tiết thay đổi đột ngột, độ ẩm cao, nóng quá hoặc lạnh quá thức ăn không đảm bảo đầy đủ chất dinh dưỡng, chuồng trại và môi trường sống của bò bị ô nhiễm. Tuỳ thuộc vào thời điểm và mức độ của bệnh mà có những biểu hiện khác nhau, tuy nhiên bệnh viêm vú có những biểu hiện thường thấy như sau: Bầu vú sưng, bò sốt, bỏ ăn, sờ có phản ứng đau, khó vắt sữa hoặc ngưng tiết sữa. Sữa có mùi lạ (hôi, tanh), màu khác thường (sữa chuyển từ màu trắng sang xanh, vàng, đỏ), Thể trạng sữa không đồng nhất, có nhiều cặn lợn cợn do đông vón protein hoặc ngưng kết máu tạo thành. 

### Các thể

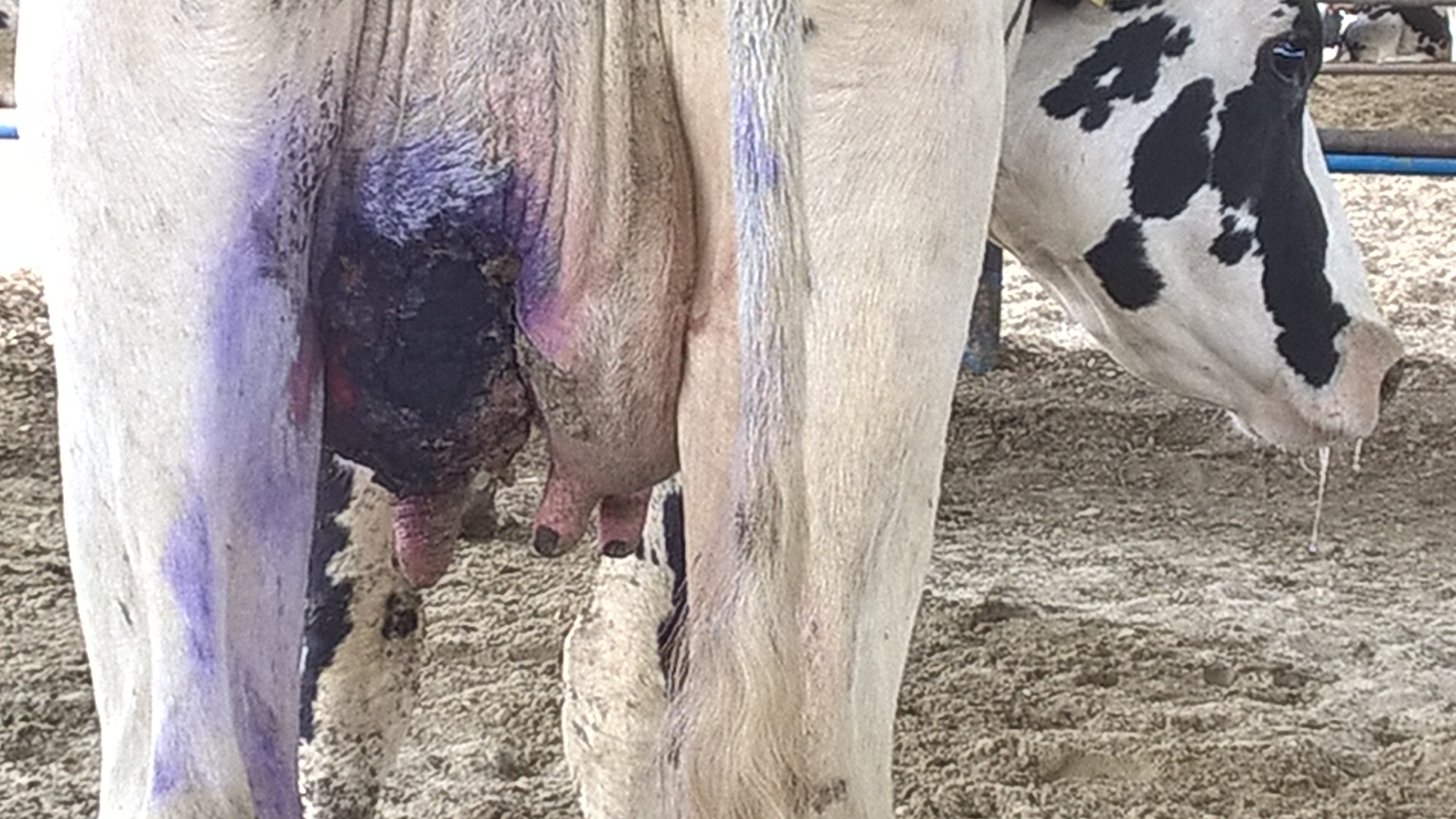
Bầu vú của bò đã bị hoại tử

Viêm vú thể thanh dịch thì biểu hiện vú bị viêm một thùy hay toàn bộ do vi khuẩn phát triển thành các ổ viêm. Con vật có phản ứng đau khi ấn tay vào bầu vú, lượng sữa giảm. Nếu bệnh nhẹ thì vú không sưng nhưng sữa loãng hoặc bị vón cục lổn nhổn. Con vật sốt, ăn ít hoặc bỏ ăn. Viêm vú thể cata: các tế bào thượng bì biến dạng và bong tróc ra. Ở ổ viêm có dịch thẩm xuất, dịch này cùng bạch cầu tạo ra một màng mỏng phủ trên niêm mạc ống dẫn sữa. khi vắt sữa màng này tróc ra tạo thành cặn hoặc cục sữa vón làm tắc tia sữa. Ở thể này thường vú không sưng nhưng núm vú căng, sờ thấy cục mềm bên trong.
Viêm vú có mủ thì bò sữa nhiễm một số vi khuẩn sinh mủ sẽ tạo ra viêm lan tràn trong tuyến vú, thể viêm này xuất phát từ viêm cata. Viêm vú có máu: bệnh thường ở thể cấp tính, gia súc bệnh sốt cao 40-410C kéo dài hàng tuần, mệt mỏi, kém ăn. Sờ vào bầu vú con vật có cảm giác đau, lượng sữa giảm hoặc mất hẳn, có màu hồng do tuyến sữa xuất huyết. Teo bầu vú là phần lớn tế bào vú bị tổn thương, cơ năng tiết sữa không phục hồi. Thể tích thùy vú mắc bệnh nhỏ hơn bình thường, khả năng tiết sữa của tuyến vú giảm hoặc mất hẳn. Xơ cứng bầu vú, sờ vào bầu vú thấy rắn chắc hoặc ấn mạnh vào tuyến vú thấy những cục rắn hoặc rắn toàn bộ. Bầu vú hoại tử, lúc đầu bề mặt bầu vú có những đám màu hồng tím, cứng đau, về sau loét và hoại tử có mủ. Toàn bộ thùy vú sưng to, ấn vào thấy dịch màu hồng chảy ra.
Viêm vú áp-xe thì dạng viêm vú này có đặc trưng là có áp-xe trong mô tuyến vú. Thường phân lập được các mẫu Actinomyces pyogenes. Sữa có mùi đặc trưng, thường chứa máu, mủ, và các mảnh mô tế bào bị hoại tử. Các khớp xương và các bao dây chằng có thể bị phồng lên do có độc tố vi khuẩn bài tiết vào tuần hoàn máu. Các độc tố này tham gia vào việc làm tăng tính thấm của các mạch máu.
Viêm vú không có triệu chứng: Thông thường thì ở những gia súc mắc bệnh, không phát hiện ra một dấu hiệu nào, triệu chứng nào. Các liên cầu khuẩn (Str. uberis, Str. agalactiae, Str. dysgalactiae) và các tụ cầu khuẩn thường là các tác nhân gây ra dạng viêm vú này. Khi sờ nắn bầu vú, đôi khi thấy cảm giác cứng trong mô tuyến, cũng như trong các bể chứa sữa. Sữa trông bình thường và cũng không chứa các vết máu. Tuy nhiên, người ta thấy có hiện tượng gia tăng số lượng tế bào thân thể (somatic cells) và sự giảm sản lượng sữa. Dạng viêm vú không có triệu chứng có thể chuyển thành dạng viêm vú cấp hoặc có thể tiến triển thành dạng viêm vú mãn tính. Chính dạng bệnh này gây thiệt hại lớn nhất cho ngành công nghiệp sữa và hậu quả là cho người sản xuất sữa.

## Chẩn đoán
Chẩn đoán bệnh viêm vú là giai đoạn quyết định để khống chế sự nhiễm trùng trên bầu vú. Dựa vào triệu chứng lâm sàng điển hình như sưng, nóng, đỏ, đau tại cục bộ bầu vú, thay đổi màu sắc, trạng thái của sữa, trạng thái toàn thân của con vật. Chẩn đoán phi lâm sàng nuôi cấy trên các môi trường khác nhau để phát hiện vi sinh vật gây bệnh. Biểu hiện của bệnh viêm vú rất đa dạng, tuỳ thuộc vào mức độ viêm nhiễm có trầm trọng hay không. Chẩn đoán sớm sẽ giúp điều trị nhanh chóng, gia súc mau lành bệnh và hạn chế thiệt hại do các biến chứng của bệnh viêm vú. 

### Đại cương
Để chẩn đoán và xác định bệnh viêm vú thì ciểm tra qua triệu chứng lâm sàng trên bầu vú: là biện pháp đơn giản, ít tốn kém nhưng rất quan trọng để xác định bệnh viêm vú trên bò sữa, đó kiểm tra những biến đổi bất thường về màu sắc, hình dáng, kích thước của bầu vú, đầu núm vú, lổ tiết sữa, sự phát triển hệ thống mạch máu trên bầu vú qua việc quan sát bằng mắt, sờ nắn bầu vú để sớm phát hiện các ổ viêm trên bầu vú. Kiểm tra sữa và dịch tiết trong sữa được đánh giá qua các chỉ tiêu về màu sắc, mùi và sản lượng sữa giảm để xác định thể viêm và mức độ viêm. Tuy nhiên, đối với trường hợp viêm vú tiềm ẩn hoặc viêm vú lâm sàng thể nhẹ rất khó phát hiện bằng mắt thường hoặc thông qua việc sờ khám bầu vú. 

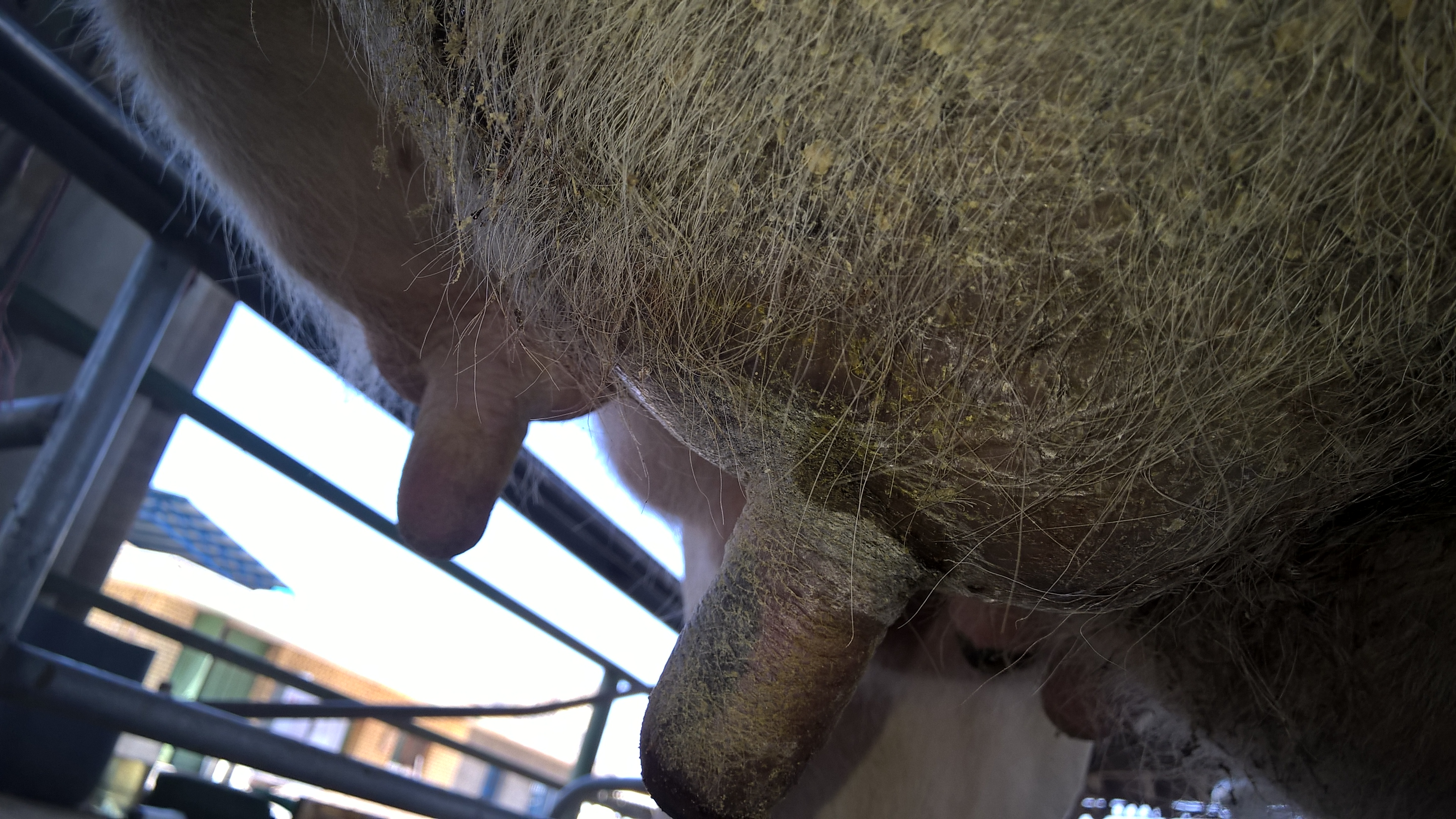
Bầu vú của bò đã bị xơ cứng

Thay đổi hình thái bầu vú và dấu hiệu lâm sàng như thay đổi nhiệt độ và mầu da của bầu vú. Thay đổi hình dạng của cả bầu vú hay của một khoang vú. Thay đổi trạng thái đặc chắc của mô bầu vú, sự gắn kết của da với mô tuyến. Cảm giác đau khi sờ vào bầu vú. Tấy sưng các hạch lâm ba ở phía trên tuyến vú. Triệu chứng bệnh toàn thân (sốt, ăn không ngon miệng). Thay đổi thành phần và trạng thái của sữa: Trong sữa có các hạt lổn nhổn hoặc các vết máu, đôi khi có các vết mủ. Sữa có thể có dạng rất lỏng. Tăng số lượng tế bào thân thể. Thay đổi độ axít của sữa. Tăng tỷ lệ albumin. Thay đổi hàm lượng các chất điện giải trong sữa. Tăng hoạt tính của các enzym trong sữa.
Viêm vú cấp tính và trên cấp tính: Gia súc trông rất ốm yếu. Các tác nhân gây bệnh thường là vi khuẩn dạng coli, hoặc tụ cầu khuẩn. Thường xuất hiện trong hai đến ba tuần sau khi đẻ. Người ta thấy gia súc chán ăn, nhiệt độ thân thể tăng, gia súc có vẻ buồn ngủ, tần số hô hấp và nhịp đập của tim tăng. Khoang vú bị bệnh có tất cả các triệu chứng của chứng viêm như đỏ tấy, đau, tăng nhiệt độ của da. Các hạch lâm ba vùng bị sưng phồng. Các khớp xương và các bao dây chằng cũng có thể bị tấy đỏ.
Sữa mất đi nhanh chóng những đặc tính của sữa bình thường: hình thành các hạt lổn nhổn, tiết chất lỏng màu vàng nhạt, có các vết mủ và máu. Tất cả các triệu chứng này có thể phát triển trong một vài giờ. Viêm vú mãn tính là hậu quả của các dạng viêm vú khác. Các triệu chứng bệnh không rõ ràng. Thấy có sự tăng số lượng tế bào thân thể lên một chút. Sờ bầu vú thấy có hiện tượng xơ cứng phát tán rộng trong khoang vú, cùng với các cục cứng trong các bể chứa sữa và những biến đổi thành phần sữa. Các gia súc này là nguồn lây nhiễm cho các gia súc khác. 

### Phân tích

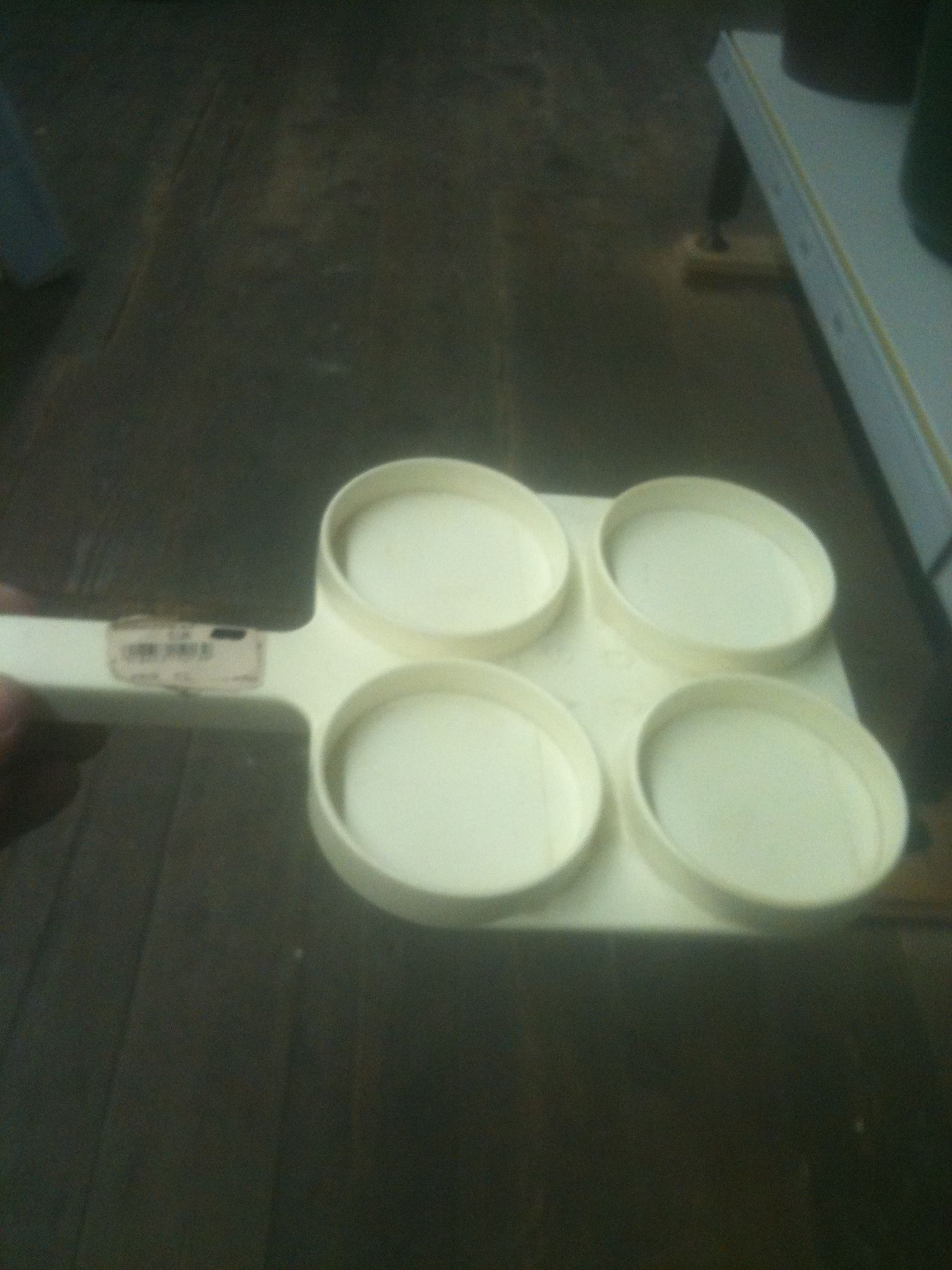
Phương pháp kiểm tra CMTS

Phương pháp thử cồn 70-75 độ: dựa vào nguyên tắc chất đạm trong môi trường acid sẽ bị tủa bởi cồn. Tỷ lệ cồn và sữa là 1:1. Cho 2ml sữa vào 2ml cồn 70 độ chứa trong ống nghiệm. Lắc nhẹ, sau đó quan sát trên thành ống nghiệm. Đọc kết quả thì dung dịch đồng nhất bò không có bệnh. Có mãng bám lợn cợn trên thành ống nghiệm: khả năng bò bị nhiễm bệnh. Phương pháp quan sát lâm sàng thì người chăn nuôi có thể thực hiện hàng ngày thông qua quan sát màu sắc, mùi vị sữa có gì khác thường. Sau khi vắt sữa cần sờ nắn bầu vú xem có mềm không, nếu bầu vú cứng hoặc có các cục xen lẫn thì nghi bò mắc bệnh viêm vú, sử dụng nhiệt kế kiểm tra xem bò có sốt, nếu nhiệt độ từ 400C trở lên là bò đã bị sốt.
Phương pháp thử CMT (California Mastitis Test): là phương pháp nhằm phát hiện bệnh viêm vú qua số lượng tế bào bạch cầu trong 1ml sữa. Tỷ lệ sữa và dung dịch CMT là 1:1. Đầu tiên là lau sạch núm vú trước khi vắt sữa, rồi vắt sữa của 4 núm vú vào 4 đĩa Pétri khác nhau, mỗi đĩa lấy 2ml sữa. Cho 2ml dung dịch CMT vào từng đĩa. Sau dó xoay tròn đĩa, đặt đĩa Pétri trên nền hơi tối để quan sát. Đọc kết quả dựa trên sự đóng vón và thay đổi màu sắc của hỗn hợp. Kết quả nếu bò khỏe mạnh thì dưới 300.000 tế bào bạch cầu/ 1ml sữa. Bò bị nhiễm bệnh trên 800.000 tế bào/ 1ml sữa. Khi thấy kết quả khả nghi bệnh, nên cách ly bò bệnh để tránh sự lây lan cho bò khỏe, mời bác sĩ thú y đến để điều trị kịp thời.
Phương pháp thử Blue Methylen là dựa vào nguyên tắc nếu cho chất màu vào sữa thì chất màu sẽ thay đổi, tùy theo thời gian đổi màu có thể ước tính độ nhiễm vi sinh của sữa. Cho 10ml sữa và 1ml dung dịch Blue methylen vào trong ống nghiệm, lắc nhẹ cho dung dịch trộn đều sau đó để vào tủ ấm 37C. Sau mỗi 1 giờ lắc nhẹ một lần. Cuối cùng đọc kết quả qua thời gian mất màu của dung dịch Blue methylen. Nếu mất màu trước 15 phút, sữa bị nhiễm vi sinh rất nặng. Nếu mất màu sau 15 phút–1 giờ, sữa bị nhiễm nặng. Nếu mất màu sau 1 giờ-3 giờ, sữa bị nhiễm nhẹ. Nếu mất màu sau hơn 3 giờ, sữa xem là đạt trên tiêu chuẩn vi sinh. Tuy nhiên phương pháp này chỉ xác định mức độ nhiễm vi sinh trong sữa. 

### Thử sữa

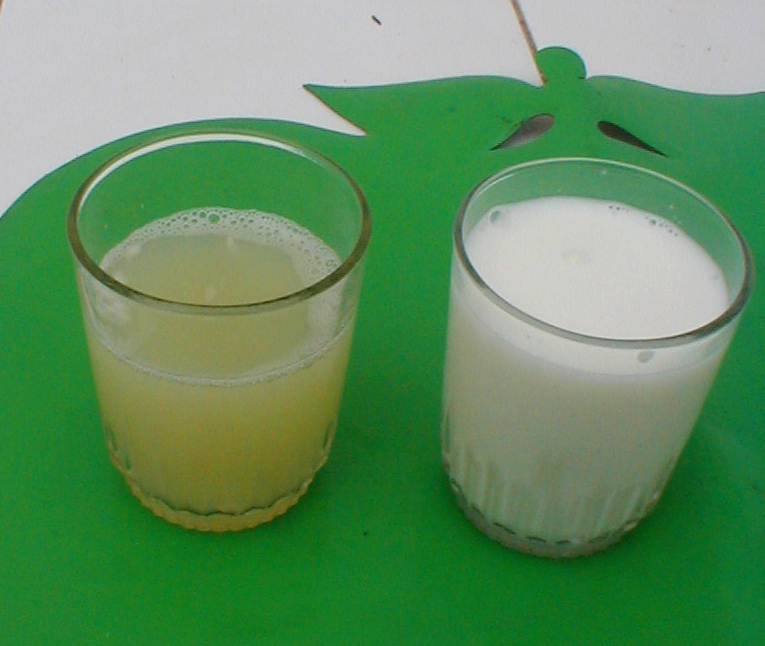
Hai cốc sữa tươi của bò bệnh (bên trái) và bò khỏe mạnh (phải)

Trong các trường hợp viêm vú trên cấp tính và cấp tính, việc chẩn đoán bệnh rất dễ dàng và không thể nhầm lẫn được. Trong đó, Chẩn đoán dựa vào số lượng tế bào thân thể: Gồm chẩn đoán viêm vú không có triệu chứng lâm sàng và mãn tính khó khăn hơn và chủ yếu dựa vào số lượng tế bào thân thể trong sữa. Sữa bình thường chứa các tế bào biểu mô và các bạch cầu (gọi chung là tế bào thân thể - somatic cells), trong đó bạch cầu (đa số là trung tính) chiếm 98% - 99% tổng số. Các bạch cầu (trung tính) có vai trò rất quan trọng trong việc bảo vệ bầu vú chống lại sự viêm nhiễm.
Số lượng bạch cầu trung tính và tế bào lymphô trong sữa tăng lên là đáp ứng của cơ thể đối với tổn thương hoặc chứng viêm, trong khi sự gia tăng số lượng tế bào biểu mô là hậu quả của chính tổn thương hoặc chứng viêm đó. Số lượng tế bào thân thể tăng sinh lý vào hai tuần đầu cũng như vào cuối thời kỳ tiết sữa. Vào giai đoạn đầu tiết sữa, việc tăng lên là do các tế bào biểu mô tăng, còn về cuối giai đoạn tiết sữa là do tăng các bạch cầu. Số lượng tế bào thân thể trong sữa cũng tăng tuỳ thuộc vào số lần tiết sữa, không còn phải là hiện tượng tăng sinh lý nữa mà là do tăng mức độ nhiễm khuẩn do số lứa đẻ tăng. Những tia sữa đầu tiên cũng chứa nhiều tế bào hơn bình thường.
Sữa bình thường, vào giữa thời gian vắt sữa chứa trong khoảng từ 100.000 đến 300.000 tế bào thân thể trong 1 ml. Trên thế giới, khi số lượng tế bào thân thể trong 1 ml sữa vượt trên 500.000 thì được xem là tăng bệnh lý. Trên con số này thì sữa có những biến đổi. Tuy nhiên, có thể tồn tại hiện tượng viêm tuyến vú trong khi sữa chứa ít hơn 500.000 tế bào/1 ml. Như vậy, số lượng tế bào thân thể trong sữa là một chỉ tiêu và dựa vào đó có thể chẩn đoán bệnh viêm vú.
Có thể xác định số lượng tế bào thân thể bằng những cách đếm số lượng tế bào: Dùng máy đếm tự động hoặc đếm trực tiếp dưới kính hiển vi huỳnh quang. Xét nghiệm định tính được sử dụng nhiều nhất để xác định số lượng tế bào thân thể là California Mastitis Test (CMT). Nguyên lý của xét nghiệm này dựa trên tác động phá huỷ màng tế bào của các loại thuốc tẩy, sau đó thuốc tẩy gắn với axit deroxyribonucleic được giải phóng ra và làm biến đổi trạng thái ban đầu của sữa, sữa trở thành một hỗn hợp nhớt (khi trong sữa có trên 500.000 tế bào/ml). Như vậy, xét nghiệm được xem là dương tính khi trong 1 ml sữa có trên 500.000 tế bào. Trong xét nghiệm CMT người ta thường sử dụng một số loại dung dịch pha sẵn như Deterol, Teepol, Sodium Lauryl Sulfate 3%.

## Phòng bệnh
Để phòng, tránh bệnh viêm vú cần chọn giống tốt, thực hiện đúng quy trình nuôi dưỡng, vệ sinh thú y, tiêm phòng đầy đủ cho bò sữa. Khi mua bò cần chọn những con có hình dạng bầu vú và núm vú đẹp, cân đối. Không chọn những con vú quá chảy xệ, núm vú nhỏ và thụt sâu vào bên trong. Vắt sữa bò theo đúng quy trình và kỹ thuật. Trước khi vắt sữa cần vệ sinh sạch sẽ chuồng trại, bầu vú, tay người vắt sữa, máy vắt sữa. Sau khi vắt sữa cần nhúng đầu vú vào dung dịch thuốc sát trùng Iodine, Biodine, Revanol. Rửa sạch dụng cụ vắt sữa bằng xà phòng, tráng nước sôi, phơi trên giá. Không để bò nằm ngay sau khi vắt sữa, tránh cho bầu vú, núm vú tiếp xúc trực tiếp với nền chuồng. 

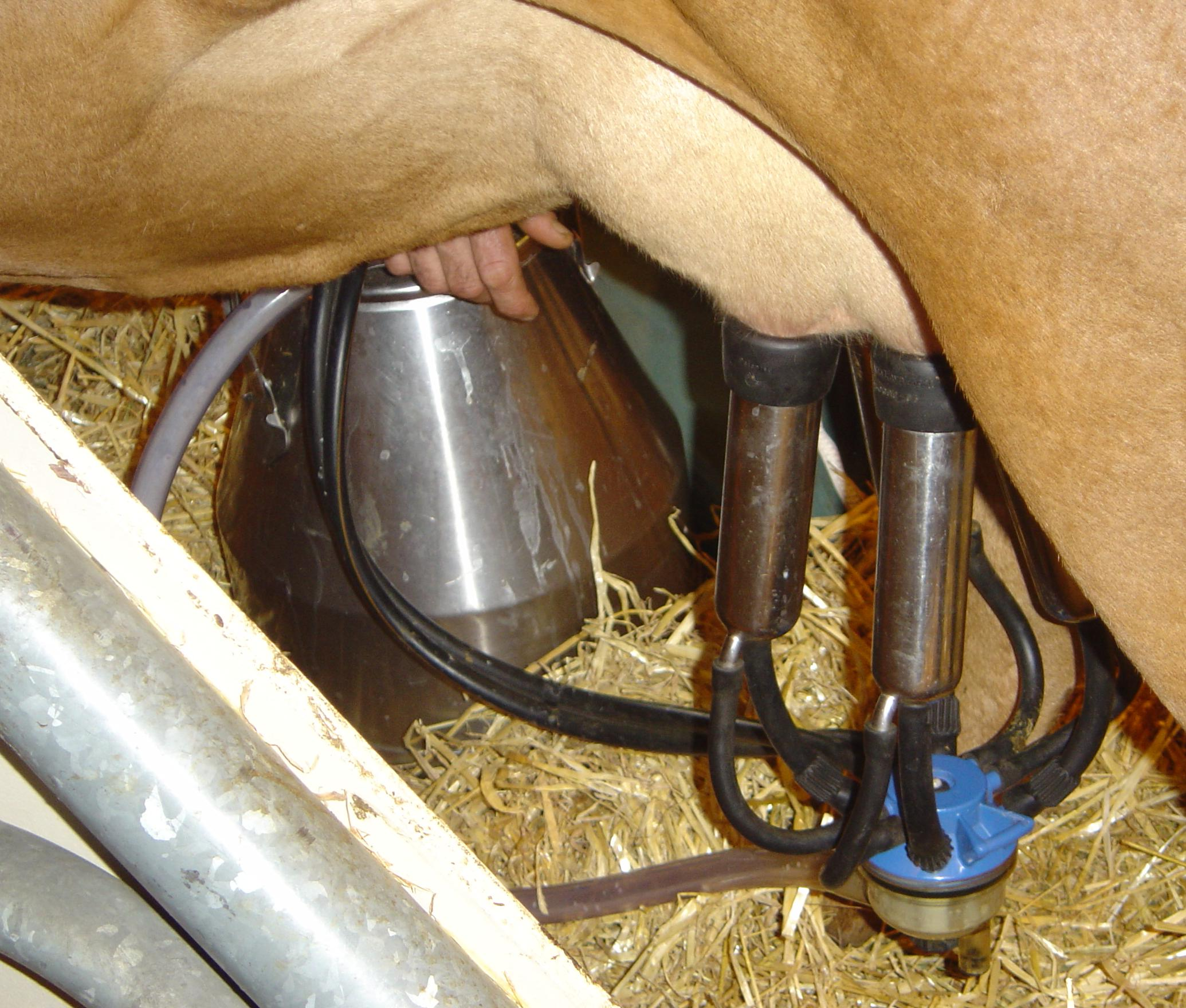
Phải thường xuyên vệ sinh máy vắt sữa

Máy vắt sữa và các dụng cụ trong vắt sữa phải sạch vô trùng. Dùng máy vắt sữa phải cẩn thận không làm tổn thương bầu vú. Thực hiện vắt sữa đúng quy trình và đúng kỹ thuật. Trước khi vắt sữa: Vệ sinh chuồng trại sạch sẽ, khô ráo, vệ sinh sạch bầu vú và tay người vắt sữa hoặc máy vắt sữa. Nếu hộ nuôi nhiều bò thì thực hiện vắt bò khoẻ trước, vắt bò ốm sau, Vắt vài tia sữa đầu tiên từ mỗi núm vú vào khay tối màu hoặc vải đen để quan sát màu sắc và thể trạng sữa (không cho xuống nền chuồng) xem có màu khác thường hoặc bị vón không sau đó mới vắt sữa vào dụng cụ đựng sữa. Trước khi vắt sữa, tay và dụng cụ vắt sữa phải vô trùng cẩn thận để tránh giây nhiễm mầm bênh cho bò.
Mỗi khi vắt sữa, chú ý kiểm tra các tia sữa đầu tiên xem có gì bất thường không: có máu, có mủ, sữa vón cục. Tốt nhất là thu những tia sữa đầu tiên vào trong một dụng cụ riêng để không làm phát tán mầm bệnh trong chuồng nuôi. Định kỳ dùng phương pháp CMT để chẩn đoán phát hiện bò sữa bị viêm vú, điều trị kịp thời. Nơi vắt sữa, chuồng trại và bãi chăn thả bò phải luôn giữ gìn vệ sinh sạch sẽ, định kỳ sát trùng bằng các loại thuốc sát trùng thông thường. Người vắt sữa phải làm đúng thao tác kỹ thuật để hạn chế sự tổn thương của núm vú. Mỗi bò cần có khăn lau, xô vắt sữa riêng. Bò trước khi vắt sữa cần rửa sạch bầu vú và núm vú bằng dung dịch sát trùng nhẹ sau đó lau khô rồi mới vắt sữa.
Vắt xong sữa, lại phải sát trùng vú như trước khi vắt sữa. Sau khi vắt sữa xong 1 bò, người vắt sữa lại phải rửa tay và dụng cụ, vô trùng cẩn thận trước khi vắt sữa một bò khác. Vắt sữa vào thời điểm nhất định, đối với bò cao sản nên thực hiện vắt sữa 3 lần/ ngày, vắt kiệt sữa để kích thích tiết sữa đồng thời giảm nguy cơ viêm vú. Sau khi vắt sữa: Nhúng đầu vú vào dung dịch thuốc sát trùng, Iodine, Biodine, Revanol.Rửa sạch toàn bộ dụng cụ vắt sữa bằng xà phòng, tráng nước sôi, phơi trên giá. Không để bò nằm ngay sau khi vắt sữa, cho bò ăn thức ăn để bò đứng sau khi vắt sữa tránh cho bầu vú và núm vú tiếp xúc trực tiếp với nền chuồng. Định kì vệ sinh chuồng trại, vệ sinh môi trường xung quanh, bãi chăn thả.
Nếu bầu vú và núm vú bị bẩn thì phải rửa với nhiều nước (dùng vòi phun), sau đó dùng mảnh vải mềm sạch hoặc tốt nhất là dùng khăn lau bằng giấy (loại dùng một lần) lau khô toàn bộ. Nếu bầu vú không quá bẩn thì tốt nhất chỉ cần rửa núm vú mà không cần phải rửa cả bầu vú, một bầu vú bẩn mà khô còn hơn là một bầu vú sạch nhưng ẩm ướt. Trong đàn có những con bị bệnh và mắc bệnh viêm vú thì vắt sữa sau cùng. Ngay sau khi vắt sữa, cần sát trùng núm vú bằng cách nhúng núm vú vào một cốc nhựa có dung dịch sát trùng. Tốt nhất là dùng dung dịch Iodamam, vì dung dịch này có khả năng kết bám trên bề mặt da núm vú và lỗ ống núm vú rất tốt, tạo thành lớp màng bảo vệ núm vú. Cũng có thể dùng dung dịch hypochloride, chlorhexidine, iodophore.

## Điều trị
Khi phát hiện bò bị viêm vú cần cách ly bò sữa ốm, giảm khẩu phần thức ăn tinh, thức ăn chứa nhiều nhựa, nhiều nước và thức ăn có chứa hàm lượng dinh dưỡng cao khi bò bị viêm vú nhằm giảm quá trình tạo và tiết sữa. Tăng cường vắt sữa từ 3-5/lần/ngày để thải trừ mầm bệnh, giảm cương cứng bầu vú, thường xuyên tiến hành xoa bóp bầu vú bị viêm bằng khăn sạch nhúng vào nước ấm, vắt kiệt sữa bị viêm ra ngoài, ngày 3-4 lần và vệ sinh bầu vú và chuồng trại sạch sẽ. Kiểm tra sau điều trị: Kiểm tra sau trị xong 5 ngày. Nếu lượng tế bào soma và mức CMT vẫn cao, phải thực hiện thêm liệu trình điều trị mới.

### Vắt thải sữa
Cần tiến hành vắt thải sữa thường xuyên, sau đó dùng kháng sinh và nếu cần thiết thì điều trị triệu chứng và trợ sức. Vắt thải sữa thường xuyên: Có thể vắt, thải sữa bằng cách dùng kim thông vú để thải sữa hoặc dùng tay vắt sữa ra. Vắt, thải sữa giúp loại bỏ được mủ và những mảnh mô tế bào lẫn trong sữa. Cần chú ý tiến hành thao tác nhẹ nhàng, để tránh làm tổn thương thêm các mô. Tăng cường vắt sữa từ 3-5/lần/ngày, dùng khăn nóng chườm vào bầu vú để giảm viêm. Sữa của bò bị viêm vú cần phải được vắt sạch để loại bỏ các chất độc, cặn bã của tế bào và các chất chuyển hóa của vi trùng trong bầu vú của bò. Với những trường hợp nặng nên vắt sữa 5-6 lần/ngày. Sau khi vắt sữa nhúng đầu núm vú vào dung dịch Vime-Iodine (10 ml pha 2 lít nước).

### Kháng sinh
Thông thường, khi bò bị viêm vú thường kế phát nhiễm khuẩn nên cần sớm sử dụng kháng sinh điều trị. Khi điều trị bằng kháng sinh, cần phải chú ý đến việc chọn loại kháng sinh và chọn cách đưa kháng sinh đó vào cơ thể bò sữa. Để quyết định chọn loại kháng sinh nào, dùng cách nào để đưa nó vào cơ thể, điều cơ bản là phải biết giống vi khuẩn gây bệnh và sự mẫn cảm của nó đối với kháng sinh. Việc sử dụng kháng sinh không hợp lý, vi khuẩn không mẫn cảm thì chẳng những bệnh không khỏi mà còn gây ra tình trạng kháng kháng sinh ở vi khuẩn và gây tổn thất kinh tế rất lớn
Đối với bò bị viêm vú được phát hiện sớm kịp thời thì ta sử dụng một trong các loại kháng sinh để tiêm bắp cho bò. Đối với bò bị viêm vú nặng, viêm vú hoá mủ thì ngoài việc dùng kháng sinh tiêm bắp cho bò còn sử dụng kim thông vú bơm nước muối sinh lý hoặc dung dịch thuốc tím pha loãng với nồng độ 1‰ vào bầu vú, vắt kiệt để rửa tuyến vú, sau đó bơm trực tiếp kháng sinh (không sử dụng loại kháng sinh dạng nhũ dầu bơm vào bầu bú) hoặc các loại thuốc đặc trị viêm vú vào bầu vú với liều lượng theo hướng dẫn. Ngoài ra, cần kết hợp hộ lý chăm sóc bò sữa, cung cấp đầy đủ thức ăn, nước uống theo nhu cầu. Nếu bò ăn uống kém cần tiến hành truyền Gluco 5% hoặc 10% cho bò, mỗi lần từ 500-1.000 ml đồng thời bổ sung vitamin bằng cách tiêm bắp nhằm tăng sức đề kháng cho bò.
Ở những gia súc khi mà chỉ thấy có các tổn thương khu vực thì tác nhân gây bệnh thường là liên cầu khuẩn hoặc tụ cầu khuẩn (gram+). Các vi khuẩn dạng coli thường gây nên các chứng viêm vú diện rộng hơn. Cũng có thể xảy ra trường hợp là không phân lập được một loại vi khuẩn nào cả. Điều đó có thể được giải thích là các vi khuẩn bị các bạch cầu trung tính nuốt hoặc nồng độ vi khuẩn quá thấp. Mặt khác, cũng cần phải lưu ý, khi tác nhân gây bệnh là một Mycoplasma hoặc một virút thì sẽ không thể phát hiện được chúng, nếu sử dụng các phương pháp vi khuẩn học kinh điển.
Nếu các vết thương cư trú lâu trong vú thì tốt nhất là điều trị cục bộ. Điều quan trọng là phải biết được các loại kháng sinh mà vi khuẩn tác nhân gây bệnh mẫn cảm, cũng như nồng độ ức chế tối thiểu. Các liên cầu khuẩn thì mẫn cảm với Penicilline-G. Ngược lại, phần lớn các tụ cầu khuẩn hình thành penicillinase và trong trường hợp nhiễm loại này thì cần sử dụng các kháng sinh không bị penicillinase phân huỷ. Khi nhiễm với các tụ cầu khuẩn, nên sử dụng các kháng sinh trên cơ sở cloxacilline, oxacilline, dicloxacilline, licomycine, erytromycine, kanamycine, bacitracine. Nếu viêm nhiễm do liên cầu khuẩn và tụ cầu khuẩn gây ra, nên sử dụng phối hợp Penicilline-G. Việc sử dụng phối hợp một kháng sinh có tác dụng diệt và một kháng sinh có tác dụng kìm hãm không có ý nghĩa lớn